# Tìm kiếm và theo dõi bằng tia hồng ngoại

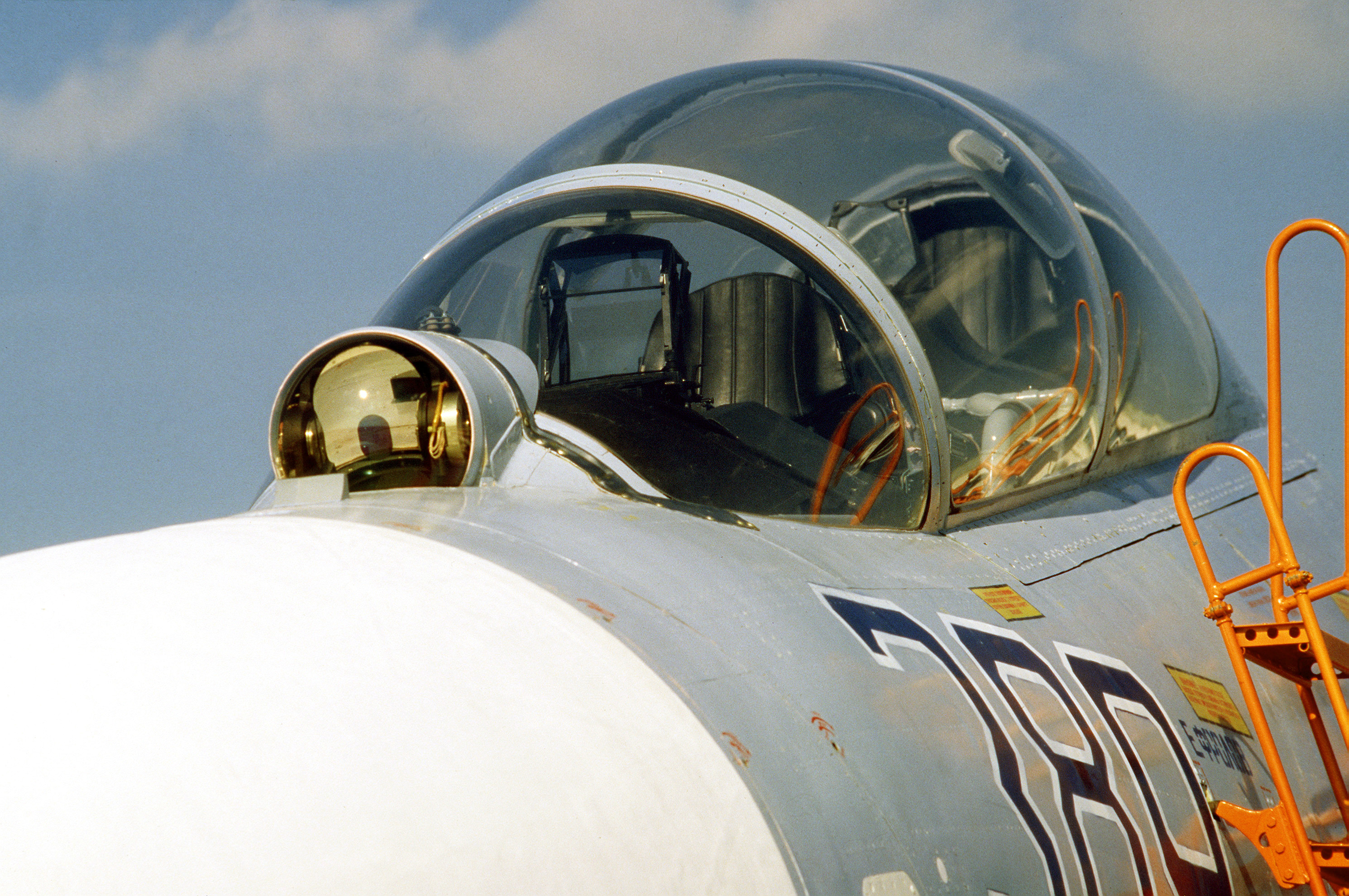
Hệ thống IRST trên Su-27UB của Nga

Một hệ thống tìm kiếm và theo dõi bằng tia hồng ngoại (IRST - infra-red search and track) (đôi khi được biết đến với tên gọi "ngắm và theo dõi bằng tia hồng ngoại"), là một phương pháp để phát hiện và theo dõi vật thể phát ra bức xạ nhiệt như máy bay phản lực và trực thăng. Những hệ thống như thế này là loại bị động, không giống như radar. IRST đưa đến những lợi thế mà đối phương khó có thể tìm ra. Tuy nhiên, vì tầng khí quyển làm yếu đi tia hồng ngoại trong một phạm vi nào đó (dù tia hồng ngoại không nhìn thấy được như ánh sáng thường) và bởi vì thời tiết đối lập cũng có thể làm yếu sự bức xạ, phạm vi của hệ thống này bị giới hạn hơn so với radar. Góc phân tích ở tầm ngắn tốt hơn radar nhưng ngắn hơn về bước sóng.
Máy bay sử dụng một hệ thống IRST đầu tiên là máy bay tiêm kích đánh chặn F-101 Voodoo và F-102 Delta Dagger. Đây là một hệ thống khá đơn giản gồm một cảm biến hồng ngoại với một cửa chớp nằm ngang có thể quay được ở phí trước nó. Cửa chớp làm việc liên tục để truyền dữ liệu về màn hình hiển thị radar ngăn chặn chính trong buồng lái, bất kỳ ánh sáng hồng ngoại nào lọt vào cảm biến, nó sẽ phát ra tín hiệu "pip" trên màn hình, một kiểu cách tương tự như B-scope được sử dụng trên radar. Màn hình cho phép các thao tác của phi công để quay radar đến góc xấp xỉ của mục tiêu, trong một thời đại mà hệ thống radar phải khóa mục tiêu bằng tay. Hệ thống được xem như một tiện ích hạn chế, và với sự đưa vào hoạt động của radar tự động, hệ thống IRST đã không được sử dụng trong một thời gian.
Hệ thống IRST xuất hiện trở lại với những thiết kế hiện đại hơn bắt đầu vào những năm 1980 với việc giới thiệu cảm biến 2-D, nó có tín hiệu góc nằm ngang và thẳng đứng. Khả năng nhạy cảm cũng được cải tiến, giúp hệ thống có sự phân tích và phạm vi tốt hơn. Những máy bay sử dụng hệ thống IRST hiện đại nhất được biết đến là các phiên bản Su-27 Flanker của Nga, F-14 Tomcat của Mỹ. Những chiếc máy bay này mang hệ thống IRST để sử dụng thay cho radar khi tình hình cho phép, thí dụ như máy bay có sự che chắn hay dưới sự điều khiển của AWACS hoặc GCI, nơi mà những radar bên ngoài được sử dụng để lái máy bay đến mục tiêu và IRST được dùng để dò tìm và theo dõi khi mục tiêu đang ở trong phạm vi của máy bay. Với tia hồng ngoại phản hồi hoặc tên lửa bắn và quên, máy bay có thể nhắm vào ở trên những mục tiêu mà không phải sử dụng radar. Mặt khác, phi công có thể cho radar hoạt động và khóa mục tiêu ngay lập tức trước khi khai hỏa tên lửa nếu muốn. Họ có thể khóa mục tiêu và ngắm bắn bằng pháo. Phi công có sử dụng radar của máy bay hay không thì hệ thống IRST vẫn có thể cho phép máy bay tấn công mục tiêu một cách bất ngờ.
Một hệ thống IRST có thể cũng có một kính phóng đại quang học nhằm nâng cao tầm quan sát được hoạt động liên tục, để trợ giúp cho IRST - máy bay trang bị hệ thống nhận dạng mục tiêu tầm xa. Trái với hệ thống hồng ngoại dự báo bình thường, một hệ thống IRST sẽ quét không gian xung quanh máy bay tương tự như công việc của radar hướng dẫn (hay thậm chí điện tử). Khi hệ thống tìm thấy một hoặc nhiều mục tiêu, nó sẽ báo động cho phi công và hiện ra các vị trí chính xác của từng mục tiêu trên màn hình, giống như radar. Giống như cách radar làm việc, sĩ quan thông tin trên máy bay có thể thao tác với IRST để theo dõi một mục tiêu đặc biệt mà phi công muốn tiêu diệt, hoặc mục tiêu cũng có thể được nhận dạng từ máy bay AWACS hoặc máy bay khác.
Nên chú ý rằng, cũng như những tia hồng ngoại phản hồi, một IRST thích hợp hơn để nhận diện một mục tiêu, mà động cơ phản lực của mục tiêu thải khí xả về hướng máy bay dò tìm. Điều này có ý nghĩa rằng nhiều máy bay phản lực sẽ bị nhận diện trên những phạm vi dài hơn nếu chúng đang bay trên cùng hướng với máy bay trang bị IRST. Tuy nhiên, đa số hệ thống IRST đủ nhạy cảm để nhận biết nhiệt từ một máy bay phản lực, mọi năng lượng hồng ngoại sinh ra từ khí nóng của động cơ, không khí ma sát với thân máy bay tạo nhiệt độ, hoặc cả hai.
Hệ thống IRST có thể kết hợp với những kính trắc viễn laser để cung cấp đầy đủ thông tin cho hệ thống điều khiển bắn sử dụng pháo hoặc tên lửa. Nếu không biết khoảng cánh tới mục tiêu thì IRST không thể cung cấp đủ thông tin cho hệ thống vũ khí.
Xem thêm: FLIR